# Despotismo esclarecido

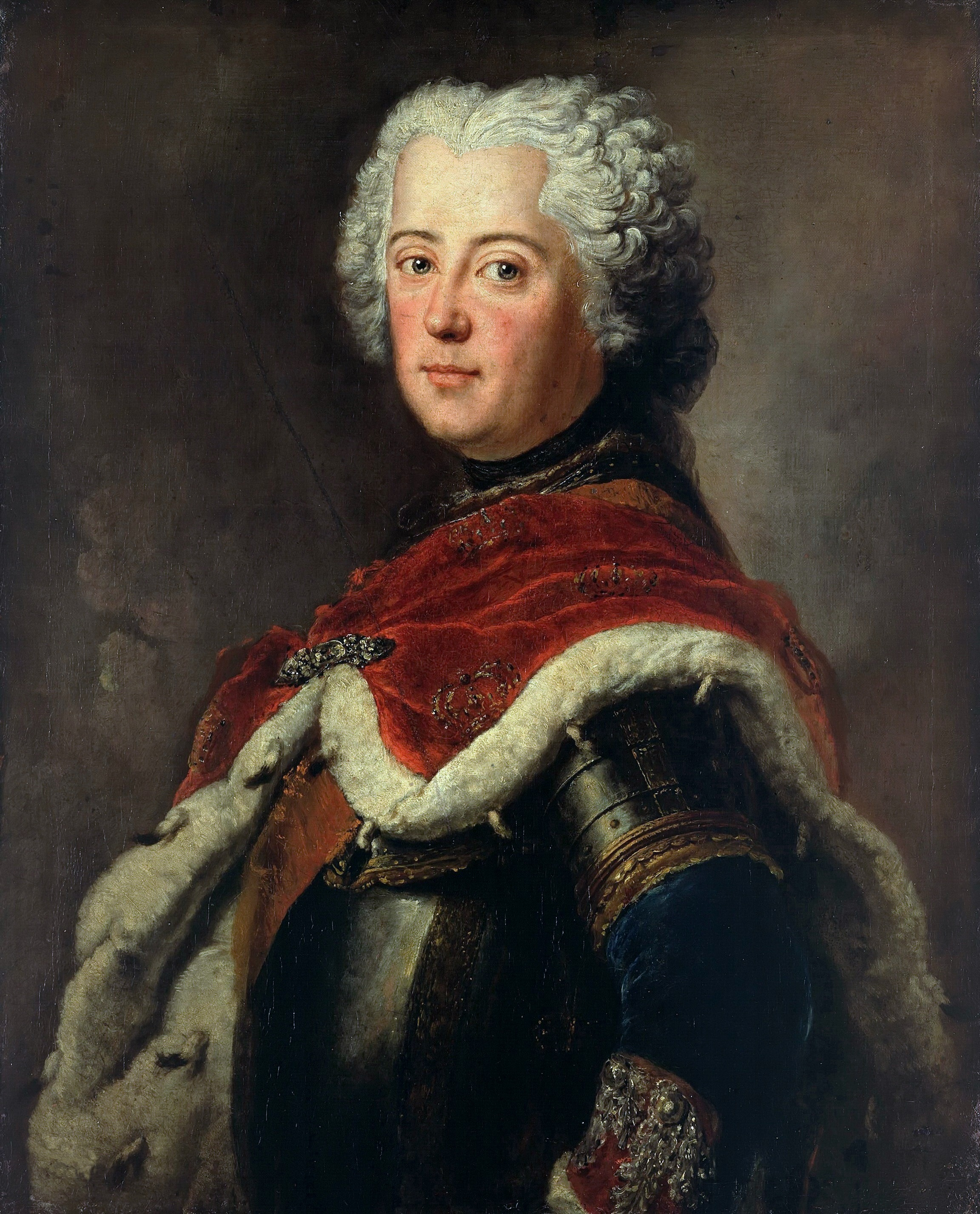
Frederico II da Prússia, modelo de déspota esclarecido

O despotismo esclarecido, também chamado de absolutismo esclarecido, é uma expressão que designa uma forma de governar característica da Europa continental da segunda metade do século XVIII que partilhava, do absolutismo, a exaltação do Estado e do poder do soberano, e, do Iluminismo, os ideais de progresso, reforma e filantropia. Nem todas as propostas do Iluminismo eram plenamente adotadas, cabendo ao déspota a escolha e combinação dentre estas diferentes propostas e a sua efetiva implementação. A expressão "despotismo esclarecido" não foi contemporânea aos acontecimentos, tendo sido forjada mais tarde por historiadores.

## Contexto
O despotismo esclarecido desenvolveu-se sobretudo no leste europeu (Áustria, Prússia e Rússia), Estados então recentemente constituídos, de economia em geral atrasada e essencialmente agrícola, nos quais a burguesia era muito fraca e, consequentemente, com pouco poder político. Em razão disso, o Estado teve que substituir-se à iniciativa privada, elaborando reformas administrativas e jurídicas, dirigindo a economia e orientando a educação. O despotismo esclarecido contribuiu para acelerar a modernização de alguns países. Do ponto de vista religioso, o despotismo esclarecido não encontrou homogeneidade. Em alguns países caracterizou-se por um espírito secular e, em alguns casos dentre eles, hostil à religião. Em outros, o déspota manteve alianças com a religião.
O argumento para legitimar o poder dos déspotas esclarecidos também não era uniforme. Grande parte deles legitimou o seu poder com base na teoria do contrato social de Thomas Hobbes, na qual se falava sobre a necessidade de um soberano se sobrepor a outras pessoas para assegurar a ordem e evitar a guerra de todos contra todos. Também legitimaram o seu poder com o argumento de que governam por saberem fazê-lo e que, consequentemente, têm que assegurar o progresso de seus povos - de acordo com o novo ethos das Luzes.

### Portugal – Marquês de Pombal

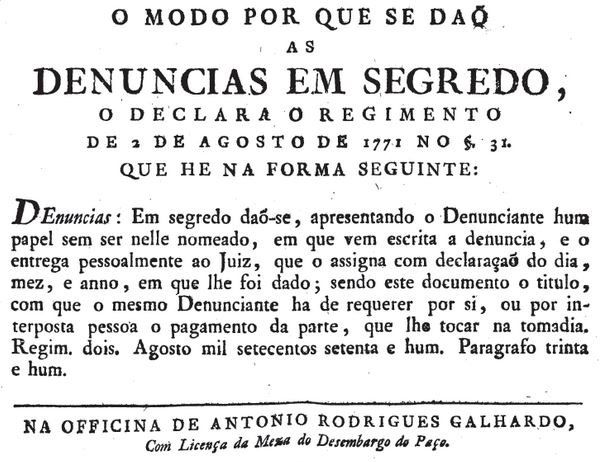
Panfleto da época do Marquês de Pombal indicando o modo de receber o pagamento por denúncias anónimas. (Lei de 2 de Agosto de 1771, §31)

Em Portugal, o expoente máximo do despotismo esclarecido esteve no governo do Marquês de Pombal, ministro do rei D. José I. Em particular, criou a Real Mesa Censória (por Alvará de 5 Abril de 1768), com o objetivo de transferir, na totalidade, para o Estado a fiscalização das obras que se pretendessem publicar ou divulgar no Reino, o que até então estava a cargo do Tribunal do Santo Ofício, do Desembargo do Paço e do Ordinário. Estimulou ainda as denúncias como forma de controlo da sociedade. Alguns atos da sua governação foram considerados particularmente cruéis, como o Processo dos Távoras, o Incêndio das cabanas de Monte Gordo, ou o Incêndio da Trafaria, episódio que levou depois Camilo Castelo Branco a denominá-lo "Nero da Trafaria". O iluminismo está presente no incêndio das cabanas de Monte Gordo, já que visava a transferência dos pescadores para Vila Real de Santo António, uma cidade idealizada por si.

## Principais experiências de despotismo esclarecido
- Em Portugal, com o Marquês de Pombal, ministro do rei D. José I;
- Frederico II na Prússia;
- Catarina II na Rússia;
- Gustavo III na Suécia;
- Na Áustria, destaca-se além de Maria Teresa e seu ministro Kaunitz, José II;
- Nos Estados italianos, o principal representante foi o Arquiduque Leopoldo de Habsburgo, grão-duque da Toscana e futuro imperador Leopoldo II. No reino de Nápoles destaca-se a ação do ministro Tanucci;
- Em Espanha, o despotismo esclarecido manifestou-se durante os reinados de Filipe V, Fernando VI de Espanha e, em particular, durante o de Carlos III.